# Ferropènia
La deficiència de ferro o ferropènia (anomenada rarament sideropènia) és l'estat en què un cos no té prou ferro per cobrir les seves necessitats. El ferro està present a totes les cèl·lules del cos humà i té diverses funcions vitals, com ara com a component clau de l'hemoglobina transportant l'oxigen dels pulmons, en forma de citocrom actua com a mitjà de transport d'electrons dins de les cèl·lules, i facilita les reaccions enzimàtiques de l'oxigen en diversos teixits. Massa poc ferro pot interferir amb aquestes funcions vitals i provocar morbiditat i mort.
El ferro corporal total és d'aproximadament 3,8 g en homes i 2,3 g en dones. Al plasma sanguini, el ferro es transportat fortament lligat a la transferrina. Hi ha diversos mecanismes que controlen el metabolisme del ferro i protegeixen contra la deficiència de ferro. El principal mecanisme regulador es troba al tracte gastrointestinal. La major part de l'absorció de ferro es produeix al duodè, la primera secció de l'intestí prim. Una sèrie de factors dietètics poden afectar l'absorció de ferro. Quan la pèrdua de ferro no es compensa prou amb la ingesta de ferro de la dieta, amb el temps es desenvolupa un estat de deficiència de ferro. Quan aquest estat no es corregeix, condueix a l'anèmia per deficiència de ferro, un tipus comú d'anèmia. Abans que es produeixi l'anèmia, la situació mèdica de la deficiència de ferro sense anèmia s'anomena deficiència de ferro latent.
Quan el cos no té quantitats suficients de ferro, la producció d'hemoglobina es redueix. Les dones en edat fèrtil, els nens i les persones amb una dieta deficient són els més susceptibles a la malaltia. La majoria dels casos d'anèmia ferropènica són lleus, però si no es tracten poden causar problemes com batecs cardíacs irregulars, complicació de l'embaràs i creixement retardat en nadons i nens; que podrien afectar el seu desenvolupament cognitiu i la seva conducta.

## Signes i símptomes

Morts per anèmia per deficiència de ferro per milió de persones el 2012
0
1
2–3
4–5
6–8
9–12
13–19
20–30
31–74
75–381

Anys de vida ajustats per discapacitat per a l'anèmia ferropènica per 100.000 habitants el 2004
sense dades
menys de 50
50–100
100–150
150–200
200–250
250–300
300–350
350–400
400–450
450–500
500–1000
més de 1000

Els símptomes de la deficiència de ferro poden aparèixer fins i tot abans que la malaltia hagi avançat a anèmia ferropènica.
Els símptomes de la deficiència de ferro no són exclusius de la deficiència de ferro (és a dir, no són patognomònics). El ferro és necessari perquè molts enzims funcionin amb normalitat, de manera que poden aparèixer una àmplia gamma de símptomes, ja sigui com a resultat secundari de l'anèmia o com a altres resultats primaris de la deficiència de ferro. Els símptomes de la deficiència de ferro inclouen:
- Cansament o debilitat
- Mareig
- Pal·lidesa
- Aprimament i pèrdua dels cabells
- Irritabilitat, rarament convulsions
- Ungles trencadisses
- Síndrome de Plummer-Vinson: atròfia dolorosa de la membrana mucosa que cobreix la llengua, la faringe i l'esòfag
- Funció immunitària deteriorada[5]
- Pica, pagofàgia
- Síndrome de cames inquietes[6]

La deficiència continuada de ferro pot avançar a anèmia i empitjorar la fatiga. També es pot produir trombocitosi, o un recompte elevat de plaquetes. La manca de nivells suficients de ferro a la sang és una de les raons per les quals algunes persones no poden donar sang.